# Брюкселски цветен килим
Брюкселският цветен килим е събитие в Брюксел, което се организира на всеки две години, за което доброволци от цяла Белгия се събират на централния площад „Гран плас“, за да подредят килим от разноцветни бегонии. Събитието се провежда през месец август на четните години в дните около 15 август – Възнесение на Света Богородица. Около един милион цветя са нужни, за да се създаде килимът с площ приблизително 1800 квадратни метра с размери 77 на 24 метра, което отнема около 4 часа труд на около 120 души.

## История
Инициативата за първия цветен килим е на ландшафтния инженер Етиен Стаутеманс през 1971 година. Повратна точка за редовното организиране на събитието е 1986. Тогава под егидата на община Брюксел е създадена асоциацията Tapis de Fleurs de Bruxelles в сътрудничество с централната брюкселска асоциация на търговците и с управата на провинция Брабант (от 1995 г. разделена на Фламандски Брабант и Валонски Брабант). Асоциацията въвежда правилата събитието да се организира на всеки две години, в продължение на 3 – 4 дни в средата на август, съпроводено от звук, светлина, пироефекти, джаз и фолклорни концертни забави. Килимът винаги се прави от бегонии, едно от основните експортни цветя на Белгия от 1860 година.

## Теми
Всяка година организаторите на Брюкселския цветен килим избират тема за вдъхновение:
- През 2008, килимът са вдъхновени от френски десени от 18 век.[5]
- През 2010, дизайнерите на килима отдават почит на белгиеца Херман ван Ромпой, първият председател на Европейския съюз, с образи на исторически белгийски символи наред с логото на Европейския съюз.[6]
- През 2012, килимът представя цветовете на Африка и е вдъхновен от традиционните за континента тъкани и племенни костюми.[7]
- През 2014, Брюкселският цветен килим наподобява характерните шарки на турските килими в чест на 50-ата годишнина от подписания през 1964 година между Турция и Белгия договор за двустранно сътрудничество, когато много имигранти от Турция пристигат в Белгия по време на икономическия възход.
- През 2016, японският дизайн на килима е в чест на 150 години приятелство между Белгия и Япония.[8]
- През 2018, килимът представя културни елементи от централномексиканския щат Гуанахуато,[9] включително символи от културите на племената Чупикуаро, Отоми и Пурепеча. Освен бегониите, килимът включва далии, националното цвете на Мексико.[10]

## Галерия
|  |
|  |

|  |
|  |

|  |
|  |

|  |
|  |

|  |
|  |

|  |
|  |

|  |
|  |

|  |
|  |

|  |
|  |

|  |
|  |

|  |
|  |

|  |
|  |

|  |
|  |

|  |
|  |

|  |
|  |

|  |
|  |

|  |
|  |

|  |
|  |

|  |
|  |

|  |
|  |